# Escudo de la región de Los Ríos
El Escudo de Armas de la Región de Los Ríos es uno de los símbolos oficiales de la Región de Los Ríos. Fue adoptado oficialmente por el Gobierno Regional el 7 de agosto de 2009.
El escudo representa la herencia multicultural presente en la Región, en la parte superior, posee una corona generada a través de los siguientes elementos: torreón español, cruz presente en una bandera alemana histórica y tejido mapuche; al centro, los ríos en tres colores (amarillo de energía, verde de la naturaleza, azul del agua) generan un núcleo en unión de las doce comunas (12 estrellas).  Al costado, dos espigas representan la actividad económica agropecuaria y simbolizan la abundancia, crecimiento y fertilidad.  La fecha se anota en un blasón para conmemorar el día en que, por ley, comienza a regir la institucionalidad pública que le dio vida a la Región de Los Ríos.
Hasta entonces, la región utilizaba como emblema un estandarte azul con el escudo nacional en un círculo amarillo rodeado de una franja azul en que se leía la frase XIV Región de Los Ríos - Intendencia en letras doradas.

## Escudos comunales

Corral
Los Lagos
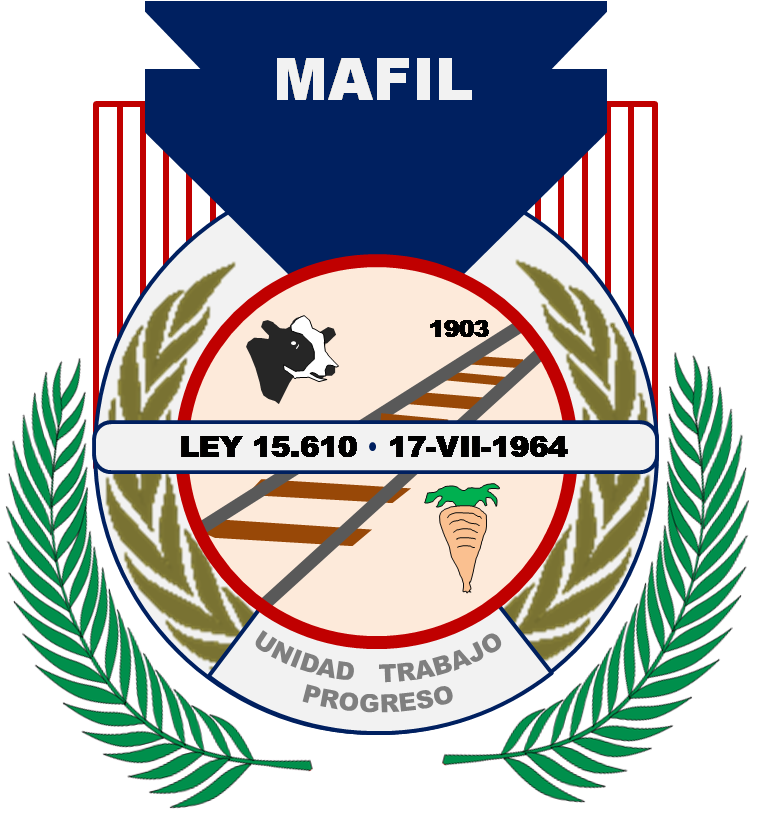
Máfil
Mariquina
Panguipulli
Paillaco
Valdivia
Futrono
La Unión
Lago Ranco
Río Bueno